# Maxillaria portillae
Maxillaria portillae là một loài thực vật có hoa trong họ Lan. Loài này được Christenson & McIllm. mô tả khoa học đầu tiên năm 2002.